# Guiyu

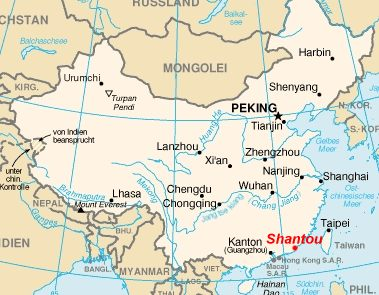
Geographische Lage

Guiyu (chinesisch 贵屿镇, Pinyin Gùiyǔ zhèn) ist eine Großgemeinde des Stadtbezirks Chaoyang der bezirksfreien Stadt Shantou in der chinesischen Provinz Guangdong. Guiyu liegt südwestlich des Stadtzentrums. Die Großgemeinde hat 133.727 Einwohner (Zählung Ende 2003).

## Industrie
Guiyu beheimatet das größte Elektronikschrott-Recyclinggebiet in China.